# Tafilete

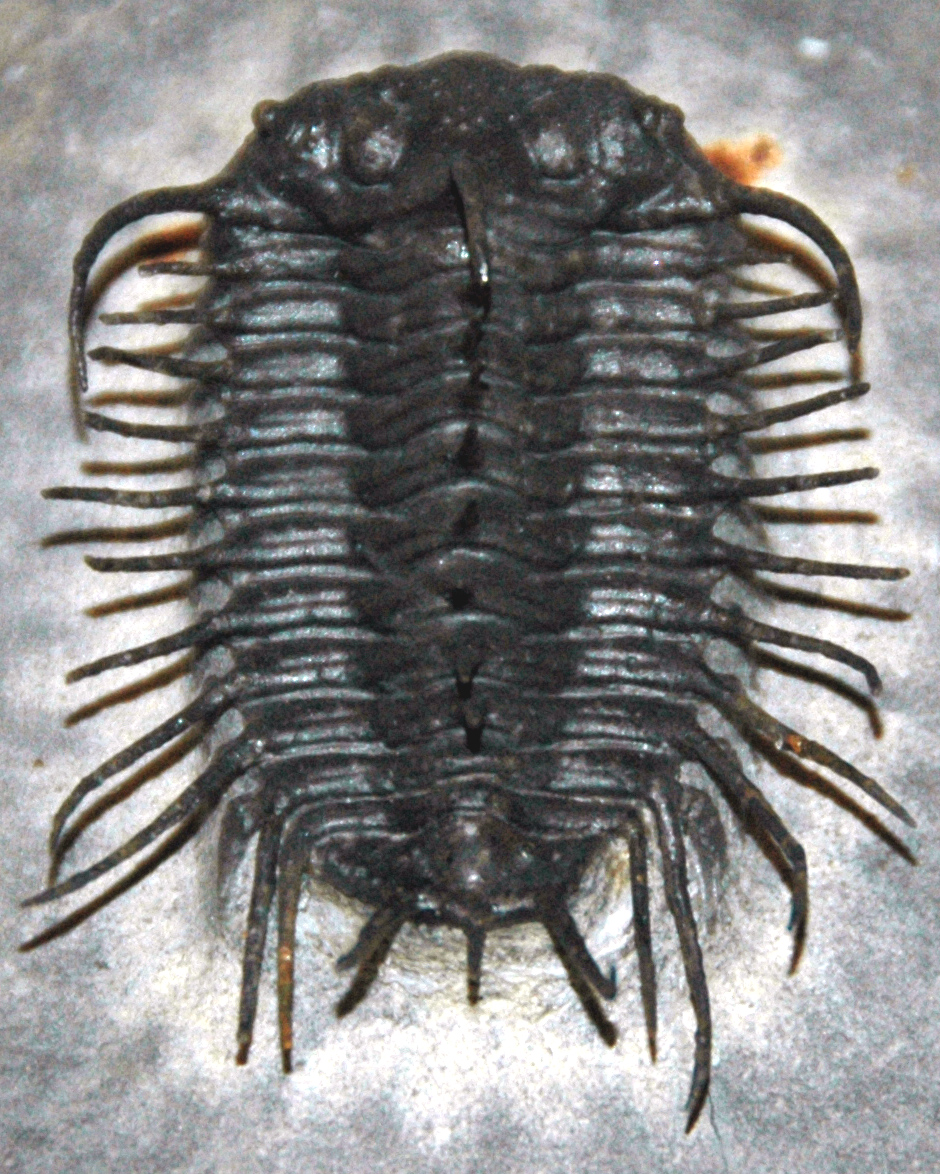
Isoprusia tafilaltana, fósil trilobita encontrado en (y nombrado más tarde) en Tafilalt

Tafilete (en árabe: تافيلالت‎, en lenguas bereberes: ⵜⴰⴼⵉⵍⴰⵍⵜ) es un oasis y una región histórica en el sureste de Marruecos atravesada por el río Ziz. Corresponde a la Provincia de Errachidía. Las ciudades más importantes del Tafilálet son Erfud y Rissani.
La dinastía alauí es oriunda del Tafilete, ya que en 1631 fue allí fundada por sultán Mulay Muhammad I, aprovechando la inestabilidad ocasionada veinte años antes cuando el imán cercano se proclamó mahdi (mesías islámico), y le declaró la guerra a la dinastía saadita.